# اسکار لاراری
اسکار لاراری (به انگلیسی: Oscar Larrauri) (زادهٔ ۱۹ اوت ۱۹۵۴) رانندهٔ مسابقات اتومبیل‌رانی فرمول ۱ اهل آرژانتین است. او از گراند پری ۱۹۸۸ برزیل در ۲۱ رقابت گراند پری فرمول یک، و در تمامی آن‌ها با تیم یوروبران شرکت کرده‌است. لاراری در هیچ‌یک از این گراند پری‌ها امتیازی کسب نکرده‌است و تنها ۸ بار در مرحلهٔ رده‌بندی مورد تأیید قرار گرفته‌است.